# Gmina Wyrzysk
Gmina Wyrzysk je polská městsko-vesnická gmina v okrese Piła ve Velkopolském vojvodství. Sídlem gminy je město Wyrzysk.
Gmina má rozlohu 160,75 km² a v roce 2004 měla 14 155 obyvatel. Zabírá 12,69% povrchu okresu Piła. Kromě města Wyrzysk se skládá z dalších 34 částí.

## Části gminy
| - Anusin - Auguścin - Bagdad - Bąkowo - Dąbki - Dobrzyniewo - Falmierowo - Glesno - Gleszczonek - Gromadno - Hercowo - Karolewo - Klawek - Komorowo - Konstantynowo - Kościerzyn Wielki - Kosztowo | - Marynka - Masłowo - Młotkówko - Nowe Bielawy - Osiek nad Notecią - Ostrówek - Polanowo - Polinowo - Pracz - Ruda - Rzęszkowo - Wiernowo - Wyciąg - Wyrzysk Skarbowy - Żelazno - Zielona Góra - Żuławka |